# Menk
A manysi folklórban a menk a hanti és manysi mitológia erdei szelleme.

## Mitológia
A menk a szibériai szájhagyomány része. Ezeket a hiedelmeket a hanti és manysi nép megőrizte, annak ellenére, hogy a 17. és 18. században orosz ortodox keresztények lettek vagy kényszerítették azzá válni. A hanti eposzokban a menkeket „félelmetes erdei szellemekként” mutatják be. A Hősherceg általában sok „álhalált” okoz egy menknek, amíg nem képes „teljes halált” okozni. A menkeket istenek védik, akik beavatkoznak, hogy megakadályozzák halálukat, de az istenek törvényeit az emberek meg tudják kerülni. Az eposzokban a menk hetesével fordul elő, például hét menk egy anyától, vagy hét menk egy lélekkel. A mitológia szerint a menk szeme nem tud lefelé nézni, ezért a hősök gyakran alulról támadják meg őket, miközben folyókban harcolnak.
A hanti mitológiában a Por származású helyiek a menkhez kötődnek, akiről azt hiszik, hogy „olyanok, mint az emberek, csak a párhuzamos erdővilág szellemei”.

## Popkultúrában
A szkeptikus nyomozó, Benjamin Radford szerint a Discovery Channel 2014-es műsora, amely azt sugallta, hogy egy menk felelős a Djatlov-hágóban bekövetkezett halálesetekért, „iskolapéldája a modern kábeltelevíziós rejtélyek terjesztésének”.

## Fordítás
- Ez a szócikk részben vagy egészben  a   Menk című angol Wikipédia-szócikk ezen változatának fordításán alapul.  Az eredeti cikk szerkesztőit annak laptörténete sorolja fel. Ez a jelzés csupán a megfogalmazás eredetét és a szerzői jogokat jelzi, nem szolgál a cikkben szereplő információk forrásmegjelöléseként.